# 凯姆纳特
凯姆纳特（德語：Kemnath，發音：[ˈkɛmnaːt] ⓘ）是德国巴伐利亚州上普法尔茨行政区蒂申罗伊特县的城市，面积56.8平方千米，2023年12月31日人口为5,714人。